# Liapádes
Liapádes (grec moderne : Λιαπάδες) est une localité située dans le dème de Corfou-Centre et des îles Diapontiques, dans le district régional de Corfou, dans la périphérie des Îles Ioniennes, en Grèce.
Selon le recensement de 2021, elle compte 916 habitants.

## Géographie
Liapádes est situé dans la partie occidentale de l'île, au nord-ouest et à une distance de 20 km de la ville de Corfou. Il est construit dans une zone verdoyante à 2 km de la mer et de Géfyra, la principale plage du village. Liapádes se compose de la partie ancienne et de la partie nouvelle. L'ancienne est l'une des quelque 830 localités traditionnelles de Grèce, tels qu'elles sont classées par le ministère de l'Environnement et des Ressources naturelles et est décrit comme « remarquable en termes de degré de protection, stagnant en termes de dynamisme, cohérent en termes de degré de dispersion et grand en termes de taille ». 
La nouvelle partie du village, plus proche de la plage, est orientée vers le tourisme avec des hôtels, des restaurants et des magasins à gestion familiale. La plage principale de Liapádes (Géfyra) est sablonneuse avec des cailloux et du gravier, des eaux bleues et transparentes avec des grottes marines dans les falaises environnantes. Les attractions sont la place centrale du village avec des tavernes et des cafés traditionnels, l'église paroissiale d'Agías Anastasías de Farmakolýtrias du XVIe siècle, avec un beau clocher, des hagiographies et des icônes anciennes et l'ancienne école primaire classée comme monument, depuis 2004, parce que « c'est un exemple typique d'un bâtiment scolaire du début du XXe siècle avec des éléments néoclassiques intéressants et remarquables et qui est directement lié aux souvenirs des habitants du village ».